# Ōarai
Ōarai (jap. 大洗町 Ōarai-machi) – miasto w Japonii, na wyspie Honsiu, w prefekturze Ibaraki. Według danych na rok 2020 miejscowość zamieszkiwało 15 715 mieszkańców , a gęstość zaludnienia wyniosła 657,8 os./km².